# Verkställighetshinder
Verkställighetshinder mot tvångsutvisning (VUT), eller avvisningshinder, är skäl till att ett utvisnings- eller  avvisningsbeslut inte kan genomföras. En person som har varit asylsökande men fått negativt beslut kan därmed ändå ha rätt att vistas i ett land där personen har sökt uppehållstillstånd. I vissa länder och fall övergår personen då till att bli papperslös, medan myndigheter i andra länder under vissa villkor kan ge personen ett tidsbegränsat uppehållstillstånd. 
Exempel på praktiskt hinder mot avvisning är att hemlandet inte är villigt att ta emot personen. Vissa länder vägrar att ta emot återvändande medborgare, exempelvis för att personen har sökt asyl i annat land, för att personen har bott länge i ett tredje land och saknar familjeanknytning till hemlandet eller för att personen saknar pass eller ID-handling och inte har medverkat till att ansöka om sådant. Irak, Iran, Eritrea och Somalia är (2020) länder som inte tar emot medborgare om de inte återvänder frivilligt.
Exempel på en annan typ av hinder är att det efter utvisningsbeslutet har framkommit nya bevis om att personen riskerar avrättning av myndigheterna i hemlandet, eller tortyr, om han eller hon återvänder, och därför enligt den internationella flyktingkonventionens princip om non-refoulement inte får utvisas. Dessutom har Europadomstolen med hänvisning till Europeiska konventionen om mänskliga rättigheter visat i en rad vägledande domar att det finns verkställighetshinder mot utvisningar till vissa länder, exempelvis till följd av risk för tortyr.

## Sverige
År 2013 befann sig omkring 4 000 personer i Sverige, vars utvisningar inte kunde verkställas av polisen.
Enligt svensk lag kan Migrationsverket stoppa en utvisning trots att den är beslutad av domstol och inte längre kan överklagas, om nya händelser inträffar efter utvisningsbeslutet som visar på ändrade omständigheter. Exempel på sådana händelser är:
- att polisen har påtalat praktiska hinder, såsom att hemlandet inte tar emot personen.
- att det har uppstått nya politiska hinder, såsom att det politiska läget i hemlandet har förändrats så att alla utvisningar dit stoppas.
- att det har uppstått nya skyddsskäl, exempelvis att personen riskerar tortyr.
- att det har framkommit nya humanitära skäl, exempelvis att ett ensamkommande barn saknar familjeanknytning i hemlandet, eller att  en läkare har intygat medicinska hinder såsom livshotande sjukdom som inte kan vårdas i hemlandet.[källa behövs]
- att personen har en ny familjeanknytning, exempelvis har gift sig eller fått ett barn i Sverige.[källa behövs]

Denna bestämmelse kallas ofta 12:18 efter den paragraf i Utlänningslagen 2005:716 där detta främst behandlas. Utlänningslagen reviderades den 20 juli 2021. Reglerna kring verkställighetshinder och vilken dokumentation som krävs förtydligades då. 
Dels kan migrationsverket tillfälligt beslut om generellt verkställighetsstopp för utvisningar till ett visst land på grund av osäker situation i landet.. Dels kan Migrationsverket besluta att personen har individuella verkställighetshinder. Personen får då ett tidsbegränsat uppehållstillstånd på grund av verkställighetshinder. Beslutet ska gälla i minst ett år och högst tre år, och kan sedan förlängas ett år i taget. Det har även förekommit att domstolen redan i grundärendet har beslutat om tidsbegränsat uppehållstillstånd till följd av verkställighetshinder.
Ensamkommande barn som saknar skyddsskäl, men saknar familj i hemlandet, kan få uppehållstillstånd på grund av verkställighetshinder tills de är myndiga.

### Juridiskt vakuum
Migrationsverkets beviskrav för uppehållstillstånd har varit relativt låga vid skyddsbehov, åtminstone innan lagändringen 2021, men höga vid praktiska verkställighetshinder, exempelvis på dokument som visar att hemlandet verkligen inte är villigt att ta emot personen. Personer vars utvisning har stoppats på grund av praktiska verkställighetshinder men som inte har uppfyllt beviskraven för uppehållstillstånd har ibland beskrivits som att de är i ett tillstånd av juridiskt limbo, eller i ett juridiskt vakuum innan lagändringen 2021. Ibland inkluderas en sådan person i begreppet papperslös (irreguljär) migrant. Till skillnad från andra papperslösa flyktingar behöver dessa emellertid inte leva gömda i Sverige. Svensk polis har inte rätt att sätta personen i förvar i avvaktan på utvisning om det finns verkställighetshinder, om inte personen bedöms utgöra en säkerhetsrisk.  
Utvisningsbeslutet kvarstår, men personen kan ändå inte lämna landet, och kan vara i detta tillstånd i många år. Personens barn får gå i svensk skola men utan uppehållstillstånd kan de få en mycket låg levnadsstandard. När barnen blir vuxna kan de också vara förhindrade att få  svenskt uppehållstillstånd.

### Levnadsvillkor vid tidsbegränsat uppehållstillstånd
Många personer med verkställighetshinder har inte rätt att arbeta i Sverige, även om de har fått tidsbegränsat uppehållstillstånd och trots att hade rätt att arbeta medan de var asylsökande. De har i många fall tvingats att försörja sig genom svartarbete. Personer kan bli fast på flyktingförläggning under lång tid. Liksom asylsökande har personen eller dennes barn inte rätt till svensk universitetsutbildning utan att betala studieavgift. Personen har rätt till akutsjukvård, tandvård och annan vård som inte kan vänta, på samma sätt som asylsökande. 
Sedan februari 2017 kan statlig ersättning utbetalas till personer som har fått längre uppehållstillstånd än 1 år till följd av verkställighetshinder.